# Sarosa pompilina
Sarosa pompilina là một loài bướm đêm thuộc phân họ Arctiinae, họ Erebidae.